# 高州 (八戸市)
高州（たかす）は、青森県八戸市の地名。現行行政地名は高州一丁目及び高州二丁目。郵便番号039-1163。

## 地理
高州は、八戸市の中央部より北寄りに位置している。北に河原木 (八戸市)・下長、東に八太郎、南・西に下長が位置する。鉄道はない。幹線道路は、市道3･3･8号線が通じている。近隣には河原木団地が立地している。

## 世帯数と人口
2017年（平成29年）4月30日現在の世帯数と人口は以下の通りである。
| 丁目       | 世帯数  | 人口    |
| ---------- | ------- | ------- |
| 高州一丁目 | 240世帯 | 550人   |
| 高州二丁目 | 411世帯 | 908人   |
| 計         | 651世帯 | 1,458人 |

## 学区
公立の小中学校に通う際は以下の学区に属する。
- 八戸市立根岸小学校（高州の北側、大字河原木字根岸）
- 八戸市立北稜中学校（高洲の北側、大字河原木字八太郎山）